# Kallinos
Kallinos aus Ephesos (altgriechisch: Καλλῖνος) war ein griechischer Dichter der archaischen Zeit. Er lebte etwa in der Mitte des 7. Jahrhunderts v. Chr. und wird als „Begründer“ der Elegie bezeichnet.
Kallinos lebte zu einer Zeit, in der die kleinasiatischen Griechen vielfach von den hethitischen Nachfolgestaaten bedrängt wurden. Von seinem Werk sind nur wenige Fragmente erhalten. Im längsten davon (21 Verse) ruft er eine Gruppe junger Männer zum Kampf gegen den Feind auf. Hierzu bedient er sich der Sprache des homerischen Epos.

## Soziale Stellung
Die soziale Stellung Kallinos kann nur indirekt erschlossen werden, da keine biographischen Daten überliefert sind. Der souveräne Umgang mit der epischen Sprache Homers und die Verwendung von elegischen Distichen (ein Versmaß, welches im antiken Griechenland, bei Symposien Verwendung fand) lassen auf einen höheren Bildungsgrad schließen. Die im längsten Fragment bewahrte Elegie scheint in den Kontext eines Symposions zu gehören. Der Umstand, dass Symposien ausschließlich männlichen Aristokraten vorbehalten waren, macht es daher wahrscheinlich, dass auch Kallinos ein sogenannter „Aristos“ war. Weiterhin scheint er ein erfahrenes bzw. etabliertes Mitglied der Gemeinde gewesen zu sein, ganz im Gegensatz zu den von ihm angesprochenen Jünglingen.